# Gyrid Olafsdottir
Gyrid Olafsdottir (également connue comme Gyrithe Olafsdottir ou Gunnhild) est une princesse suédoise du Xe siècle, épouse du roi Harald Ier de Danemark, née vers 905. Mariée en 925, elle a eu 3 enfants : Siegfied Ier, Haakon, Gunhilde.

## Biographie
Selon les sagas  Gyrid serait une fille du roi Olof Björnsson et de son épouse Ingeborg Thrandsdotter. Son frère putatif Styrbjörn le Fort, l'accompagne au  Danemark à l'occasion de son mariage avec le roi  Harald Blåtand. Styrbjörn Starke épouse alors Tyra (Tyri Haraldsdatter), qui est la fille d'Harald née d'une précédente union. Après la mort de Harald (986/987),  Gyrid n'est plus évoquée.

## Sagas
Le personnage de Gyrid est évoqué dans les sagas suivantes :
- Styrbjarnar þáttr Svíakappa ;
- Eyrbyggja saga ;
- Hervarar saga ;
- Knýtlinga saga ;
- Gesta Danorum.